# Austrijska služba koja njeguje sjećanje na Holokaust
Austrijska služba koja njeguje sjećanje na Holocaust je alternativa za služenje u vojsci. Oni koji se odluče prihvatiti ovu službu služe u najvažnijim institucijama za obilježavanje sjećanja na Holokaust.
Tu spomeničku službu inicirao je dr. Andreas Maislinger, politolog iz Innsbrucka (Tirol, Austrija). On je preuzeo temeljne misli iz njemačke «Akcije Sühnezeichen». Maislinger je sam radio kao dobrovoljac pri ovoj «Akciji Sühnezeichen» u muzeju Auschwitz-Birkenau.
1991. ovu spomeničku službu odobrila je Austrijska vlada kao zamjenu za služenje u vojnoj službi i kao posljedica toga nastala je neovisna ali većim dijelom od Ministarstva unutrašnjih poslova financirana organizacija. Nakana ove spomeničke službe je naglašavati priznanje sukrivnje Austrije za Holokaust i sve nas učiniti svjesnim nase odgovornosti kao i boriti se za «Nikad više». ( Izvadak iz govora bivšeg austrijskog Saveznog kancelara Franza Vranitzky u Jeruzalemu, u lipnju 1993).
Austrijska služba «Sjećanja na žrtve» je u čitavom svijetu jedinstvena mreza za spomenička obilježja i muzeje Holokausta, za one koji žele prihvatiti pomoć i suradnju u njihovim arhivima, knjižnicama itd. Od 1992. je preko 100 suradnika, većinom u dobi oko 20 godina, služilo i surađivalo u ovim spomeničkim centrima i obrađivalo povijest Holokausta umjesto da služe u vojsci.
Udruženje za Službe u inozemstvu je autorizirano takve službenike za njegovanje sjećanja na Holokaust slati u čitav svijet.

## Vanjske poveznice
- www.gedenkdienst.org (English)
- www.gedenkdienst.at
- www.niemalsvergessen.at